# Німецький музей техніки
Німецький музей техніки (нім. Deutsches Technikmuseum Berlin, DTMB) — технічний музей у Берліні.

## Історія
Музей засновано 1982 року. З 1983 року — відкрито для відвідувачів. 1996 року музей отримав сучасну назву.

## Експонати
У музеї виставлена модель обчислювача Z1. Тут також відкрита спеціальна експозиція, присвячена Конраду Цузе, творцеві першого комп'ютера та першої складної мови програмування. Представлено загалом дванадцять його машин, оригінальні документи з розробки мови Планкалкюль та декілька картин.
Окрім того, в експозиції музею представлені численні моделі суден, історичні зразки літаків, локомотивів, автомобілів, інструментів та верстатів різного призначення.

## Основні зали
- Авіаційна та космічна техніка
- Судноплавство
- Залізничний транспорт
- Техніка виробництва
- Вуличний та комунальний транспорт
- Техніка текстильної промисловості
- Обчислювальна та шифрувальна техніка
- Друкарська техніка, виробництво паперу
- Енергетика
- Техніка транспортного будівництва
- Хімія та фармація
- Наукові інструменти
- Історія кінотехніки
- Історична броварня

Музей має свій музейний парк, а також бібліотеку й архів.